# Kultur (film)
Kultur er en amerikansk stumfilm fra 1918 af Edward J. Le Sainte.

## Medvirkende
- Gladys Brockwell - Griselda
- Georgia Woodthrope
- William Scott - René
- Willard Louis - Baron von Zeller
- Charles Clary - Franz Ferdinand